# Kabinett Osttimors

Das Wappen Osttimors

Das Kabinett Osttimors bildet die Regierung Osttimors (Timor-Leste). Die konstitutionellen Regierungen werden mit römischen Zahlen durchnummeriert. Seit 2023 ist die IX. Regierung im Amt.

## Kabinett 1975

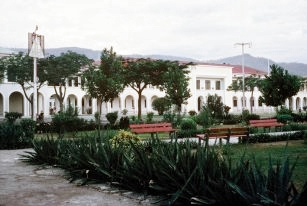
Der Regierungspalast in den 1960er Jahren

Am 28. November 1975 rief die FRETILIN einseitig die Unabhängigkeit Portugiesisch-Timors von Portugal aus und rief die Demokratische Republik Timor-Leste aus. Am 30. November stellte das Zentralkomitee der FRETILIN eine Regierung auf. Schon am 7. Dezember starteten die Streitkräfte Indonesiens einen Großangriff, und die Regierung musste fliehen. 1975 bis 1999 war das Land dann als Provinz Timor Timur annektiert, und die Regierung amtierte im Untergrund.

## I. Übergangsregierung unter den Vereinten Nationen 2000–2001
1999 endete die Indonesische Besatzung und die Vereinten Nationen übernahmen die Verwaltung Osttimors. Am 12. Juli 2000 stellte der vom UN-Sonderbeauftragten für Osttimor Sérgio Vieira de Mello ernannte National Consultative Council (NCC) die erste Übergangsregierung Osttimors auf. Mello leitete die Regierung als Administrator. Sein Kabinett bestand aus fünf weiteren ausländischen Mitgliedern und sechs Ministern aus Osttimor. Die Regierung führte die Geschäfte bis zum 30. September 2001.

## II. Übergangsregierung unter den Vereinten Nationen 2001–2002
Am 20. September 2001 übernahm die II. Übergangsregierung Osttimors die Amtsgeschäfte unter UN-Sonderbeauftragter für Osttimor Sérgio Vieira de Mello. Chefminister wurde Mari Alkatiri, der Generalsekretär der FRETILIN, die die Wahlen zur verfassunggebenden Versammlung am 30. August 2001 mit absoluter Mehrheit gewonnen hatte. Außer Mello waren nun alle Mitglieder der erweiterten Regierung Osttimoresen, meist Mitglieder der FRETILIN.

## I. Regierung: 20. Mai 2002 – 26. Juni 2006

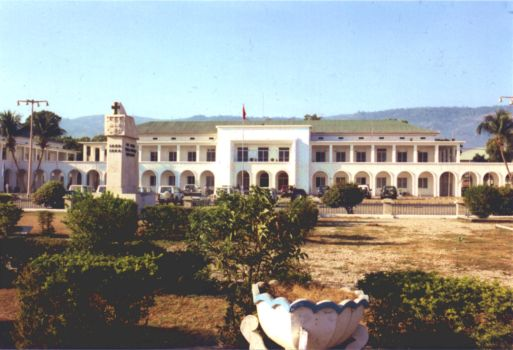
Der Regierungspalast 2002

Premierminister Mari Alkatiri führte mit Unterstützung einer absoluten Mehrheit der FRETILIN im Nationalparlament Osttimors von 2002 bis 2006 ein Kabinett, das weitgehend aus FRETILIN-Mitgliedern und einigen unabhängigen Politikern bestand. Alkatiri stürzte aufgrund der Unruhen in Osttimor 2006, nachdem mehrere Regierungsmitglieder aus Protest gegen den Premierminister zurückgetreten waren.

## II. Regierung: 14. Juli 2006 – 18. Mai 2007
Am 10. Juli wurde der parteilose José Ramos-Horta als sein Nachfolger vereidigt. Am 14. Juli wurden sein Kabinett vorgestellt, dem weiterhin zahlreiche FRETILIN-Politiker angehörten. Am 19. Mai 2007 trat Ramos-Horta als Premierminister zurück, nachdem er die Präsidentschaftswahlen in Osttimor 2007 gewonnen hatte. Am 20. Mai 2007 wurde Ramos-Horta zum Staatspräsidenten vereidigt.

## III. Regierung: 19. Mai 2007 – 8. August 2007
Estanislau da Silva von der FRETILIN, der zuvor bereits stellvertretender Premierminister und Minister für Landwirtschaft, Forstwirtschaft und Fischerei gewesen war, übernahm am 19. Mai 2007 das Amt von José Ramos-Horta. Silva führte sein Amt bis zur Vereidigung der IV. Regierung nach den Parlamentswahlen am 30. Juni 2007.

## IV. Regierung: 8. August 2007 – 8. August 2012
Nach den Parlamentswahlen am 30. Juni 2007 war die FRETILIN zwar wieder die größte Partei im Nationalparlament, hatte aber ihre absolute Mehrheit eingebüßt. Xanana Gusmão schloss daher die Regierungskoalition „Aliança da Maioria Parlamentar AMP“ (Allianz der Parlamentarischen Mehrheit) aus seinem Congresso Nacional da Reconstrução Timorense CNRT der Coligação Associação Social-Democrata de Timor ASDT/Partido Social Democrata PSD und der Partido Democrático PD. 2008 schloss sich noch die UNDERTIM der AMP an. Der Generalsekretär der FRETILIN Marí Alkatiri und seine Partei sprachen der Regierung die Verfassungsmäßigkeit ab, weil ihrer Meinung nach nur die stärkste Partei im Parlament den Premierminister stellen dürfe. Dem Kabinett gehörten auch Mitglieder weiterer Parteien an, unter anderem auch parteiinterne Gegner Alkatiris aus der FRETILIN. 2011 gründeten die Alkatiri-Gegner mit der Frenti-Mudança ihre eigene Partei. Die ASDT drohte zeitweise die Koalition zu verlassen und mit der FRETILIN zusammenzuarbeiten. Dadurch, dass sich die UNDERTIM der Koalition anschloss, wäre der Schritt der ASDT ohne Folgen für die Mehrheit der AMP im Parlament gewesen.

## V. Regierung: 8. August 2012 – 16. Februar 2015

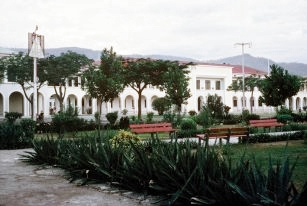
Der Regierungspalast 2013

Bei den Parlamentswahlen 2012 überholte Gusmãos Congresso Nacional da Reconstrução Timorense CNRT erstmals die Oppositionspartei FRETILIN und wurde stärkste Kraft im Nationalparlament Osttimors. Während der Koalitionspartner Partido Democrático PD sich behaupten konnte, scheiterten die Associação Social-Democrata de Timor ASDT und die Partido Social Democrata PSD an der Vier-Prozent-Hürde, nachdem sie in der vorhergehenden Legislaturperiode vor allem durch Streitereien aufgefallen waren. Neu im Parlament war die FRETILIN-Abspaltung Frenti-Mudança FM, die mit CNRT und PD eine Koalition bildete.

## VI. Regierung (16. Februar 2015 – 15. September 2017)
Obwohl Rui Maria de Araújo der Oppositionspartei FRETILIN angehört, wurde er von Premierminister Xanana Gusmão als sein Nachfolger während der laufenden Legislaturperiode vorgeschlagen. Infolgedessen waren nun alle Parteien des Parlaments an der Regierung beteiligt: CNRT, FRETILIN, PD und FM. Gusmão übernahm in der Regierung einen Ministerposten.

## VII. Regierung (15. September 2017 – 22. Juni 2018)
Marí Alkatiri führt in seiner zweiten Amtszeit als Premierminister eine Minderheitsregierung aus FRETILIN und PD. Die KHUNTO war aufgrund von internen Streitigkeiten kurzfristig abgesprungen und bildete stattdessen mit CNRT und Partidu Libertasaun Popular (PLP) die Aliança da Maioria Parlamentar (deutsch Allianz der Parlamentsmehrheit) als Oppositionsbündnis. Das erste Regierungsprogramm wurde vom Parlament durch die AMP abgelehnt, ebenso zweimal der Entwurf für den Staatshaushalt 2018. Parlamentspräsident Aniceto Guterres Lopes (FRETILIN) setzte der Regierung bis zum 18. Januar 2018 eine Frist, ein neues Regierungsprogramm dem Parlament vorzulegen. Dazu kam es nicht mehr. Stattdessen beschloss Staatspräsident Francisco Guterres am 26. Januar 2018 die Auflösung des Parlaments. Die vorgezogenen Neuwahlen am 12. Mai 2018 brachten eine absolute Mehrheit für die AMP.

## VIII. Regierung (22. Juni 2018 – 30. Juni 2023)

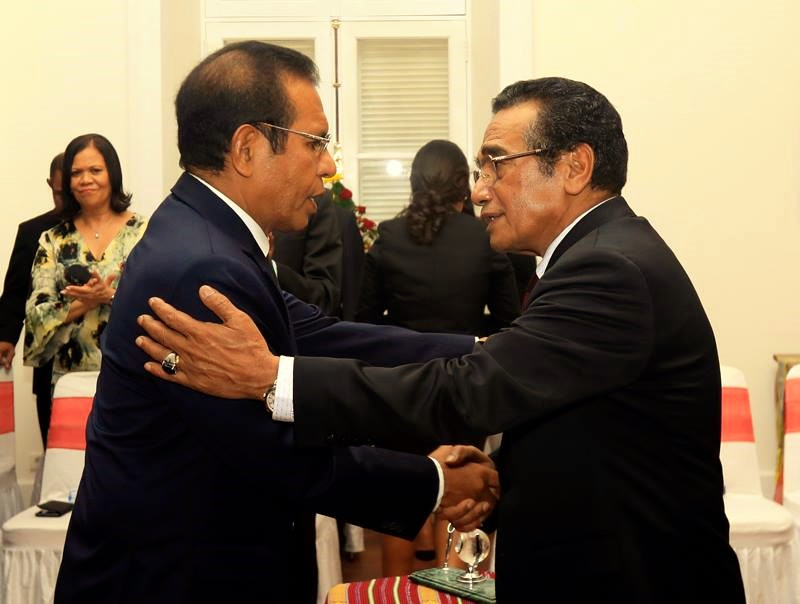
Premierminister Taur Matan Ruak und Präsident Francisco Guterres

Drei Wochen nach den vorgezogenen Neuwahlen nominierte die AMP Taur Matan Ruak, den Vorsitzenden der PLP und ehemaligen Präsidenten zu ihrem Kandidaten für das Premierministeramt. Er wurde am 22. Juni 2018 mit 27 seiner Kabinettsmitglieder vereidigt. Elf weitere von Taur Matan Ruak vorgeschlagene Personen wurden von Staatspräsident Guterres nicht akzeptiert, weswegen mehrere Positionen im Kabinett jahrelang vakant blieben. Schließlich versuchte der CNRT 2020 die Regierung mit der Bildung einer neuen Koalition zu stürzen, scheiterte aber als sich stattdessen PLP und KHUNTO mit der FRETILIN zusammenschlossen. Zu den neuen Kabinettsmitgliedern gehört auch ein Vertreter der PD.

## IX. Regierung (seit 1. Juli 2023)
Xanana Gusmão verpasste mit seinem CNRT bei den Parlamentswahlen 2023 nur knapp die absolute Mehrheit im 6. Nationalparlament Osttimors und bildete mit der PD eine neue Koalitionsregierung mit insgesamt 47 Mitgliedern. Sie wurden am 1. Juli vereidigt.